# آدم ديكس
آدم ديكس (بالإنجليزية: Adam Dykes)‏ هو لاعب دوري الرغبي أسترالي، ولد في 5 فبراير 1977 في سيدني في أستراليا.